# Hanumannagar (Siraha)
Hanumannagar (nep. हनुमाननगर, trl. Hanumānnagar, trb. Hanumannagar) – gaun wikas samiti we wschodniej części Nepalu w strefie Sagarmatha w dystrykcie Siraha. Według nepalskiego spisu powszechnego z 2001 roku liczył on 1054 gospodarstw domowych i 6100 mieszkańców (3031 kobiet i 3069 mężczyzn).